# Coenosia obscuripennis
Coenosia obscuripennis este o specie de muște din genul Coenosia, familia Muscidae, descrisă de Xue și Feng în anul 2000.
Este endemică în Sichuan. Conform Catalogue of Life specia Coenosia obscuripennis nu are subspecii cunoscute.